# Пъркева къща
Пъркева къща (на македонска литературна норма: Пркева куќа) е възрожденска къща в град Щип, Северна Македония. Роден дом на комунистическия партизанин Ванчо Пъркев, къщата е обявена за значимо културно наследство на Северна Македония.

## Архитектура
Сградата е разположена улица „Вера Циривири“ № 15 и е типичен пример за градската архитектура от края на XIX век. На запад е залепена за съседната къща, а на север опира в скала. Състои се от приземие и етаж. Входът е странично поставен от южната страна и има дървена врата. В приземието има три помещения и дървето стълбище към етажа, на който също има три стаи. Приземието е от камък, а междуетажната конструкция, както и тази на етажа са паянтови. Фасадата е белосана Прозорците са единични и тройни.